# Artëm Avanesjan
Artëm Aregovič Avanesjan (in russo Артём Арегович Аванесян?; in armeno Արտյոմ Ավանեսյան?; Balašicha, 17 luglio 1999) è un calciatore russo naturalizzato armeno, attaccante del Noah.

## Carriera

### Club
Cresciuto nel settore giovanile del Reutov e del CSKA Mosca, nel 2017 si accasa all'Ararat Mosca, l'anno successivo all'Ararat-Armenia. Con l'Ararat-Armenia esordisce nella massima serie armena, vincendo due campionati nazionali.

### Nazionale
Nato in Russia, ma di origini armene, viene convocato in nazionale maggiore nell'agosto del 2021 dal CT Joaquín Caparrós. Esordisce il 5 settembre 2021 in un match di qualificazione ai mondiali contro la Germania, terminato 6-0 in favore dei tedeschi.

## Palmarès

### Club

#### Competizioni nazionali
- Campionato armeno: 3

Ararat-Armenia: 2018-2019, 2019-2020
Noah: 2024-2025
- Supercoppa d'Armenia: 1

Ararat-Armenia: 2019
- Coppa d'Armenia: 2

Ararat-Armenia: 2023-2024
Noah: 2024-2025